# Warface
A Warface egy ingyenesen játszható first-person shooter, melyet a Crytek fejlesztett, majd 2017 februárjában a My.com tulajdonába került. A játékban különböző fegyvereket, ruhákat, fegyverekre felszerelhető eszközöket lehet kifejleszteni.

## Játékmódok
Háromféle játékmód közül választhatunk, létezik PVP, PVE, Special Operations.
A PVP részben online játékosok egymás ellen mérhetik össze tudásukat, minimum 2 a 2 ellen, maximum 8 a 8 ellen. A PVP részben belül is többféle mód közül választhatunk. Találunk Capture The Flag, Plant The Bomb, TDM, Free For All játékmódot is.
A PVE részben maximum 5 játékos játszhat együtt különböző pályákon, ahol nem más online játékosok ellen, hanem robotok, tüzérek ellen játszhatunk. A pályák 2 részből állnak. Az elsőben a csapatmunka kevésbé számít, lényeg a túlélés, a második szakaszban pedig a játékosok mesterfokú együttműködésére van szükség. Nehézségi szintek alapján is beosztható ez a játékmód, nehézségi szintek alapján: Inititation, Normal, Hard, Insane.
A Special Operations módban a PVE játékmód egy különleges fajtája kerül elő. Többféle pálya van jelen ebben a módban is, viszont kiemelkedő fontossággal bír a csapatmunka, amelyet a maximum 5 játékos hozhat össze. Itt szintén robotok ellen harcolhatunk, extrém körülmények között. Mesterlövészek, speciális ágyúk, taposóaknák kerülnek előtérbe, nem beszélve a zombikról, pajzzsal felszerelt katonákról és az RPG-vel rendelkező robotokról.

## Kasztok
Négyféle kaszt közül választhatnak a játékosok. Minden kaszthoz tartoznak speciális eszközök, például villanógránát, füstgránát, kézigránát, pisztoly, kés.
-Assault/Rifleman: Ez a kaszt gépfegyverrel rendelkezik. Találunk gépfegyvereket 20-tól 200-as tárig is, különböző fajták, más-más fegyverfestéssel. A fegyverekre speciális eszközöket lehet szerelni, egyesekre akár gránátvető is tehető.
- Medic: Shotgun-nal felszerelt katona, akinek különleges képessége, hogy fel tudja éleszteni halott csapattársát, és tud neki életerőt is biztosítani.
- Engineer: Az assaulthoz hasonló, ám mégis más tulajdonságú fegyverekkel rendelkezik. Képes taposóaknát elhelyezni, amikbe az ellenséges katonák, robotok képesek belerobbanni.
- Sniper: Mesterlövész fegyverrel rendelkezik. A fegyverei közül néhánnyal többet is tud lőni egyszerre, de olyan fegyverei is vannak, melyekkel elsőre tud likvidálni bárkit.

## Fejlesztések
A Warface fejlesztői minden hónapban frissítik a játékot, időközönként a fellépő hibákat javítják. A havonta megjelenő "updatek" hasznos fejlesztéseket tartalmaznak. Új rangok, fegyverek, ruhák érkeznek, amelyek megvásárolhatók.

## Magáról a játékról
Alapjában véve a játék 88 rangból áll jelenleg. A szintlépéshez XP-t szükséges gyűjteni, melyeket a fent látható játékmódok sikeres és sikertelen megpróbálása biztosít. A fejleszthető (unlockolható) tárgyak megszerzéséhez VP szükséges, amelyeket szintén a játékmódok biztosítanak. 
Regisztráció után egy "tutorial" vár minket, minden kaszthoz 1-1 bemutató. Ezek részletes leírásokat tartalmaznak, mit kell tenni ahhoz, hogy az adott kaszt minden funkcióját hibátlanul kihasználhassuk. Minden tutorial után pénzt, fegyvert és ruhát kapunk, meghatározott időre.
A játékon belül található egy bolt, ahol Warface Dollar-ért (amelyeket a játékmódok adnak) vásárolhatunk meghatározott időre fegyvert, ruhát, egyéb felszerelést. A boltban random boxok is vannak, amelyek közül néhányat Warface Dollar-ért, néhányat KREDIT-ért nyithatunk. KREDITEK-et (továbbiakban "K") valódi pénzért vásárolhatunk. Ezek mellett szintén K-ért vehető különböző ruházat (kinézet) is.
A bolt mellett található ikon a fegyvertárba vezet. Itt megtaláljuk az eddig megszerzett fegyvereinket, ruháinkat, valamint ezek ki is próbálhatóak a Safe House-ban.
A játékban klánok is vannak. Egy baráti társaság, csapattársak is alapíthatnak klánt, de a legtöbben a Top-10-es lista alapján próbálnak elhelyezkedni.
A Carrier ikonban nyomon tudjuk követni melyik fegyver, ruha feloldása hol jár, illetve az eddig elért teljesítményeinket tudjuk megnézni.
A Statistics ikonnál a kedvenc fegyvereinket, játékmódunkat, lejátszott órákat követhetjük nyomon.
További beállítási lehetőség, személyre szabások, segítségek is ebben a részben helyezkednek el azon játékosok számára, akik elakadnának valamiben.
A játék letölthető Steamről, de akár a Warface hivatalos oldaláról is (https://wf.my.com/en/ Archiválva 2018. október 28-i dátummal a Wayback Machine-ben)